# Mooo!
Mooo! е песен на американската певица Дожа Кет.
Песента е публикувана за първи път в онлайн платформата „Ютюб“ на 10 август 2018 година и впоследствие се превръща в интернет феномен с над 578 милиона гледания. По-късно е избрана за пилотен сингъл от луксозното издание на албума „Amala“.

## Годишни класации
"Mooo!" попада в различни престижни класации за най-добра песен и видеоклип на 2018 година:
| Издание  | Класация                                                    | Място |        |
| -------- | ----------------------------------------------------------- | ----- | ------ |
| Билборд  | 50-те най-добри видеоклипове на 2018 година                 | 50    | [ 2 ]  |
| Дейзт    | 20-те най-добри песни на 2018 година                        | 20    | [ 3 ]  |
| Фейдър   | 100-те най-добри песни на 2018 година                       | 25    | [ 4 ]  |
| Ен Пи Ар | 100-те най-добри песни на 2018 година                       | 35    | [ 5 ]  |
| Пейпър   | 100-те най-добри песни на 2018 година                       | 2     | [ 6 ]  |
| Слант    | 25-те най-добри сингли на 2018 година                       | 10    | [ 7 ]  |
| Спин     | 101 най-добри песни от 2018 година                          | 16    | [ 8 ]  |
| Вайб     | 25-те най-добри хип-хоп и арендби видеоклипа на 2018 година | 22    | [ 9 ]  |
| Вълчър   | 10-те най-добри видеоклипа на 2018 година                   | 8     | [ 10 ] |